# Watertoren (Vroenhoven)
De watertoren aan de Heukelommerweg in Vroenhoven werd gebouwd rond 1930. 

## Beschrijving
Het betreft een watertoren van het type D1 volgens de classificatiemethode van Van Craenenbroeck. De toren bestaat uit een piramidale voet met een zeskantig grondplan, met zijdes van 4,50 meter uit gewapend beton. De zes steunen zijn onderling verbonden door dwarsbalken, de resulterende vlakken zijn opgevuld met baksteen. 
De sterk overkragende kuip wordt vormgegeven door betonnen balken, diagonaal op de voet. De ruimte daartussen is opgevuld met beraapt metselwerk. De vlakken tussen de balken die de zijkant van de kuip vormgegeven zijn opgevuld met schoon metselwerk. De bovenkant van de kuip is concaaf en afgedicht met dakbedekking. Centraal op het dak bevindt zich een ronde, gecementeerde verluchtingskoker met daarop een stalen constructie, voorzien van telecomantennes.
Binnenin de toren bevindt zich een betonnen trap die naar verschillende platformen leidt. De toren is voorzien van een intzekuip met een inhoud van 310 kubieke meter.
De toren fungeert als oriëntatiepunt in het landschap rond Vroenhoven. Oorspronkelijk werd de toren gebouwd voor de watervoorziening, maar sinds de buitendienststelling in 2000 wordt ze nog slechts gebruikt als draagmast voor gsm-antennes. Het is een exacte kopie van de watertoren in Herderen. De toren werd in 2015 verkocht voor 195.000 euro. Het gebouw is niet beschermd, maar mag niet ingrijpend gewijzigd worden.
Beringen ·
Beverlo ·
Bilzen (Brugstraat) ·
Bilzen (Hasseltstraat) ·
Bocholt (Driemorgenstraat) ·
Bocholt (Grote Baan) ·
Borgloon ·
Bree ·
Diepenbeek ·
Genk (Boslaan) ·
Genk (Priesterhaagstraat) ·
Genk (Vogelkersstraat) ·
Groot-Gelmen ·
Hamont (Oude Watertorenstraat) ·
Hamont (Watertorenstraat) ·
Hasselt (Armand Hertzstraat) ·
Hasselt (Hoogveld) ·
Hasselt (Kempische Steenweg) ·
(Hasselt (Kuringersteenweg) ·
Hasselt (Sint-Truidersteenweg) ·
Hasselt (Willekensmolenstraat) ·
Hechtel ·
Helchteren ·
Herderen ·
Hoesselt ·
Houthalen ·
Kaulille ·
Koersel (Corceliusstraat) ·
Koersel (Koolmijnlaan) ·
Kuringen ·
Kwaadmechelen ·
Lanaken ·
Lommel (A. Philipsweg) ·
Lommel (Hoogstraat) ·
Lummen (Industrieweg) ·
Lummen (Sint-Ferdinandstraat) ·
Meeuwen ·
Paal ·
Peer ·
Rosmeer ·
Rutten ·
Tessenderlo ·
Tongeren (Overhaemlaan) ·
Tongeren (Watertorenstraat) ·
Veldwezelt ·
Vroenhoven ·
Zolder (Galgenbergstraat) ·
Zolder (Koolmijnlaan) ·
Zutendaal